# アクセ
株式会社アクセ（英: ACCÉS.Co.,Ltd.）は、衣類や小物などを販売するセレクトショップ「PARIGOT（パリゴ）」を運営する広島県尾道市発祥のアパレル企業。直営通販サイト「PARIGOT ONLINE（パリゴオンライン）」や国産デニムの聖地ともいわれている広島県福山市、岡山県井原市を中心とする備中備後エリアのデニム関連事業者と協業しJAPAN DENIM(ジャパンデニム)も運営している。

## 歴史
1925年に衣料品雑貨小売商「髙垣大安店」として、髙垣繁太郎により創業されたのが始まりである。1947年には「有限会社髙垣洋装店」会社設立。服地販売とお仕立を中心として事業拡大した。さらに1957年には既製服を中心とした総合衣料店「尾道まるべに」を開業。婦人服・紳士服・ランジェリー・肌着・呉服・和装・寝具・贈答品等の小売販売業となった。1992年には現社長である高垣圭一朗が業態を一新し、セレクトショップ「PARIGOT（パリゴ）」を立ち上げる。地元である尾道の商店街の一角に出店を足掛かりに、中国地方に店舗を展開。2012年には関東で初となる店舗をルミネ有楽町に出店。その後も横浜、銀座、愛媛など着実に店舗展開を増やしている。2018年には社会貢献事業の一環として「備中備後ジャパンデニムプロジェクト」をスタート。以降JAPAN DENIM（ジャパンデニム）としてブランドを展開している。

## 沿革
1925年　衣料品雑貨小売商「髙垣大安店」として、髙垣繁太郎により創業
1947年　「有限会社髙垣洋装店」会社設立。服地販売とお仕立を中心として事業拡大。
1957年　既製服を中心とした総合衣料店「尾道まるべに」を開業。婦人服・紳士服・ランジェリー・肌着・呉服・和装・寝具・贈答品等小売販売。
1968年　本社・まるべに新館開業。
1992年　パリゴ尾道店オープン。セレクトショップの展開をスタート。
1997年　パリゴ福山店オープン。
1999年　パリゴクール店オープン。
2000年　株式会社アクセへ組織・商号変更。
2001年　パリゴデフィ店オープン。
2003年　4月　ファッションビル「アクセ広島」開業。建築とファッションのコラボをキーワードに有力ショップを誘致。パリゴ広島店も同時オープン。
2004年　ファッションイベント「a DAY by ACCES」を初めて開催。3400人動員。
2005年　クリエイティブデザイン室を創設。
2006年　本社オフィスをリニューアル。デザイン企業「DESIGN STUDIO SPI」によりリノベーション。
2008年　オリジナルブランド「PARIGOT」始動
2009年　パリゴ広島店メンズフロアオープン。パリゴ岡山店オープン。
2011年　パリゴ福山店を移転（旧福山店・旧デフィ店）し、メンズ・ウィメンズ複合店をオープン。パリゴ有楽町店オープン。
2012年　パリゴ尾道本店リニューアルオープン。パリゴ広島店増床、リニューアルオープン
2013年　パリゴ横浜店オープン。パリゴ岡山店を1.5倍の面積に増床。
2015年　パリゴ有楽町店を閉店しパリゴ丸の内店が移転オープン。同年8月に四国初出店となるパリゴ松山店をオープン。広島県外初のメンズ・ウィメンズ複合店。
2017年　パリゴアウトレット福山オープン。同月にパリゴ銀座店がオープン。
2022年　パリゴ丸の内店を閉店。

## セレクトショップPARIGOT（パリゴ）の店舗展開
現在以下の店舗を展開している。
- パリゴ尾道店
- パリゴ岡山店
- パリゴ福山店
- パリゴ広島店
- パリゴ松山店
- パリゴ横浜店
- パリゴ銀座店

## JAPAN DENIM（ジャパンデニム）
2019年にコレクションが初ローンチ。国内デニム生産の8割のシェアがあり、世界的なデニムの産地である備中備後地域の関連業者とデザイナーズブランドをつなぎ、新たなデニムブランドを始動。デニム産地としてのブランディングを行い、地域活性化に貢献するための事業としている。SDGs全17項目の開発目標達成に向けた取り組みも実施している。2022年には初の直営店舗をGINZA SIXに出店。
2022年3月5日に直営ECサイトをオープン。

## 社会貢献事業（ＣＳＲ）
2004年　尾道通り・旧本陣・石畳地区再開発プロジェクト
2011年　尾道ぶらりMAP作成
2011年　「尾道みらい会議」主催
2009年　尾道通りバナーフラッグ
2012年　尾道市立大学 フリーマガジン共同発行
2017年　尾道の色を使ったマスキングテープ作成
2017年　福山市制施行100周年記念事業への協力